# Piotr Kaleta (fotograf)
Piotr Kaleta (ur. 5 lutego 1945 roku w Busku–Zdroju) – polski artysta fotograf. Członek Związku Polskich Artystów Fotografików. Członek Świętokrzyskiego Towarzystwa Fotograficznego w Kielcach. Przedstawiciel Kieleckiej Szkoły Krajobrazu. Buskowianin Roku 2010.

## Życiorys
W latach 1966–1987 był nauczycielem w szkołach podstawowych w Broninie, Zbludowicach i wychowawcą w Ośrodku Szkolno-Wychowawczym w Busku-Zdroju. Od 1968 roku był instruktorem fotografii w Powiatowym Domu Kultury w Busku-Zdroju. Był aktywnym uczestnikiem wszystkich wydarzeń artystycznych, związanych z Kielecką Szkołą Krajobrazu. Był pomysłodawcą i współtwórcą Fotoklubu „Kontrast”, działającego w Wojewódzkim Domu Kultury w Kielcach.
Piotr Kaleta jest autorem i współautorem wielu wystaw indywidualnych i zbiorowych, oraz współorganizatorem plenerów i warsztatów fotograficznych, m.in. organizowanych przez Okręg Świętokrzyski ZPAF, jest uczestnikiem i laureatem wielu konkursów fotograficznych, publikuje swoje fotografie m.in. w specjalistycznej prasie fotograficznej – „Fotografia”, „Foto”, „Photographic Society of America Journal”.
Jest pomysłodawcą i współorganizatorem Ogólnopolskich Przeglądów Fotograficznych „Ponidzie”. Prezentując swoje prace – współpracuje z Buskim Samorządowym Centrum Kultury i Galerią Sztuki Zielona oraz filią BWA w Kielcach. Od 2001 roku fotografuje Ziemię z motolotni. Jest organizatorem cyklicznych plenerów fotograficznych, których celem jest dokumentacja Ziemi Buskiej – „U źródeł” (Busko-Zdrój 2002), „W kolebce państwowości polskiej” (Wiślica 2003), „Feniksowy gród” (Stopnica 2004), „Chmielnik i okolice”, „Gmina z przyszłością” (Solec-Zdrój 2005).
W 2014 roku uhonorowany Świętokrzyską Nagrodą Artystyczne Scyzoryki. W 2016 roku Piotr Kaleta został laureatem Nagrody Kultury I Stopnia Marszałka Województwa Świętokrzyskiego.

## Wybrane wystawy indywidualne
- „Nadnidziański pejzaż zimowy” (Busko-Zdrój 1976)
- „Ponidzie” (Busko-Zdrój 1978)
- „Folklor kielecki” (Kielce 1980)
- „Miasto i jego mieszkańcy” (Busko-Zdrój 1985)
- „Próba sił” (Kraków, Kielce, Busko-Zdrój 1985)
- „Piotr Kaleta – Fotografie” (Busko-Zdrój 1988)
- „Ponidzie II” (Pińczów 1996)
- „Międzynarodowy Festiwal Muzyczny im. K. Jamróz w fotografii” (Busko-Zdrój 1997, 1998, 1999)
- „Fotografie Piotra Kalety” (Jelenia Góra 1998, Bolesławiec Śląski 1998, Gryfów 1998, Karpacz 1998)
- „Kieleckie pielgrzymki” (Busko-Zdrój 1999)
- „Retrospektywna” (Busko-Zdrój 1999, Miechów 2000)
- „Przemijanie” (Końskie 2005, Kielce 2006)
- „Portret Ziemi” (Jędrzejów 2006, Kielce 2007)
- „Widziane z nieba” (Rzeszów 2008, Ostrowiec Świętokrzyski 2008)
- „Dwudziestolecia” (Kielce 2009)
- „Autorytety” (Kielce 2011)

Źródło

## Odznaczenia
- Medal 150-lecia Fotografii (1989)
- Medal Honorowy 700-lecia Miasta Buska-Zdroju (1989)
- Odznaka „Zasłużony Działacz Kultury” (1999)
- Srebrny Krzyż Zasługi (2004)

Źródło

## Publikacje w albumach
- „Kielecka Szkoła Krajobrazu” (2002)
- „Magia świętokrzyskiego drzewa” (2006)
- „Krajobrazy Ziemi Buskiej” (2007)
- „Ziemia Buska” (2008)
- „Świętokrzyskie – magiczny zakątek Europy” (2009)
- „Sztuka Fotografii” (2008)
- „Piękno Ziemi Buskiej” (2009)

Źródło